# Belmont (Doubs)
Pour les articles homonymes, voir Belmont.
Belmont est une commune française située dans le département du Doubs, la région culturelle et historique de Franche-Comté et la région administrative Bourgogne-Franche-Comté.

## Géographie

### Description
Le village s'étire le long de la bordure d'une petite surélévation du plateau de Vercel qui domine, côté est, le petit vallon de la Moraye et plus loin la vallée de l'Audeux.

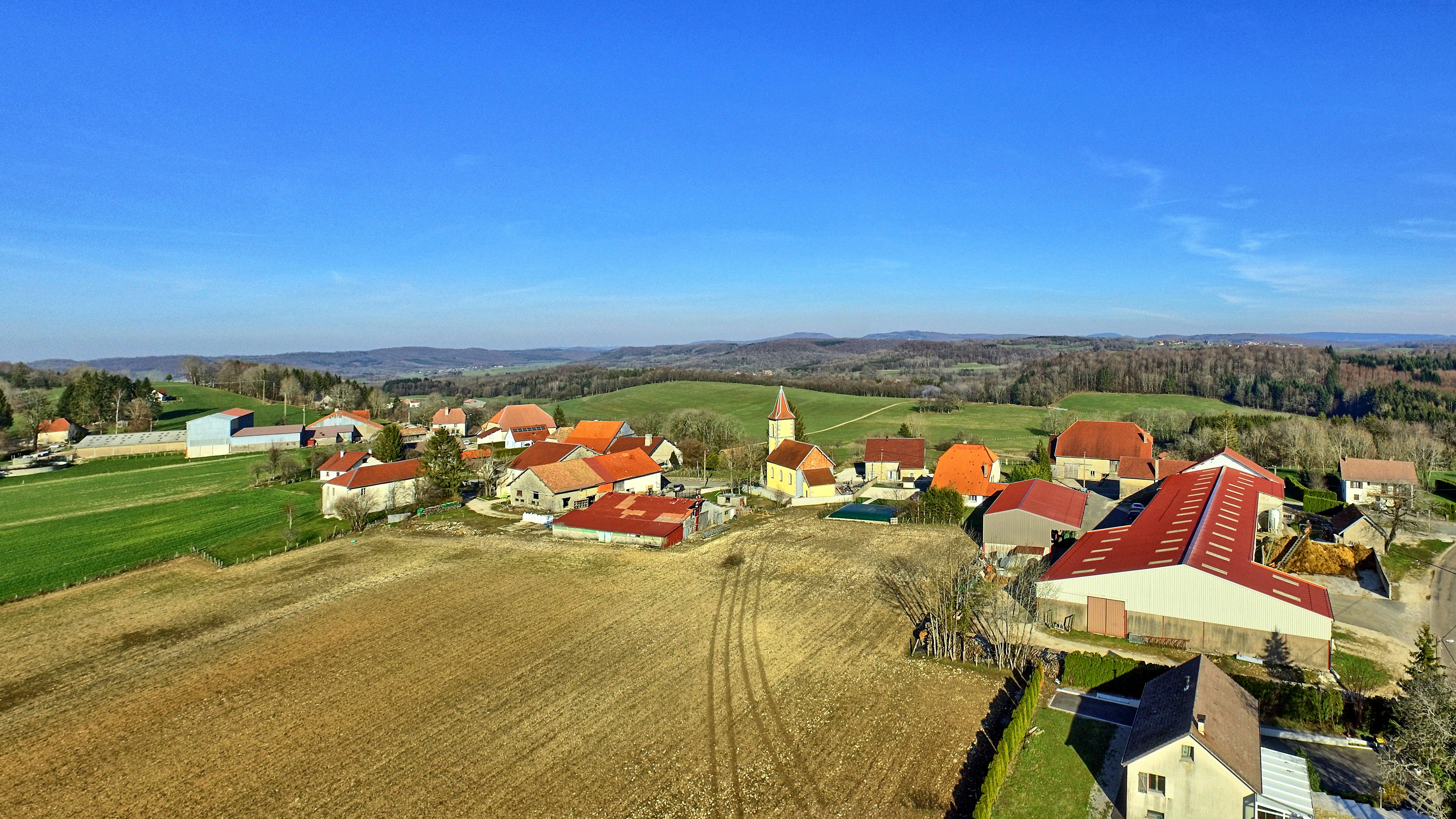
Vue générale du village devant les vallées de la Moraye et de l'Audeux.

### Climat
Pour des articles plus généraux, voir Climat de la Bourgogne-Franche-Comté et Climat du Doubs.
En 2010, le climat de la commune est de type climat de montagne, selon une étude du Centre national de la recherche scientifique s'appuyant sur une série de données couvrant la période 1971-2000. En 2020, Météo-France publie une typologie des climats de la France métropolitaine dans laquelle la commune est dans une zone de transition entre le climat semi-continental et le climat de montagne et est dans la région climatique  Jura, caractérisée par une forte pluviométrie en toutes saisons (1 000 à 1 500 mm/an), des hivers rigoureux et un ensoleillement médiocre. 
Pour la période 1971-2000, la température annuelle moyenne est de 8,8 °C, avec une amplitude thermique annuelle de 16,8 °C. Le cumul annuel moyen de précipitations est de 1 294 mm, avec 13,3 jours de précipitations en janvier et 10,6 jours en juillet. Pour la période 1991-2020, la température moyenne annuelle observée sur la station météorologique de Météo-France la plus proche, « Adam-lès-Vercel », sur la commune d'Adam-lès-Vercel à 6 km à vol d'oiseau, est de 9,8 °C et le cumul annuel moyen de précipitations est de 1 510,7 mm. 
La température maximale relevée sur cette station est de 38,4 °C, atteinte le 24 juillet 2019 ; la température minimale est de −22,9 °C, atteinte le 2 mars 2005,,. 
Les paramètres climatiques de la commune ont été estimés pour le milieu du siècle (2041-2070) selon différents scénarios d'émission de gaz à effet de serre à partir des nouvelles projections climatiques de référence DRIAS-2020. Ils sont consultables sur un site dédié publié par Météo-France en novembre 2022.

## Urbanisme

### Typologie
Au 1er janvier 2024, Belmont est catégorisée commune rurale à habitat dispersé, selon la nouvelle grille communale de densité à 7 niveaux définie par l'Insee en 2022.
Elle est située hors unité urbaine. Par ailleurs la commune fait partie de l'aire d'attraction de Valdahon, dont elle est une commune de la couronne,. Cette aire, qui regroupe 22 communes, est catégorisée dans les aires de moins de 50 000 habitants,.

### Occupation des sols
L'occupation des sols de la commune, telle qu'elle ressort de la base de données européenne d’occupation biophysique des sols Corine Land Cover (CLC), est marquée par l'importance des territoires agricoles (58,7 % en 2018), une proportion identique à celle de 1990 (58,7 %). La répartition détaillée en 2018 est la suivante : 
zones agricoles hétérogènes (58,4 %), forêts (41,3 %), terres arables (0,4 %). L'évolution de l’occupation des sols de la commune et de ses infrastructures peut être observée sur les différentes représentations cartographiques du territoire : la carte de Cassini (XVIIIe siècle), la carte d'état-major (1820-1866) et les cartes ou photos aériennes de l'IGN pour la période actuelle (1950 à aujourd'hui).

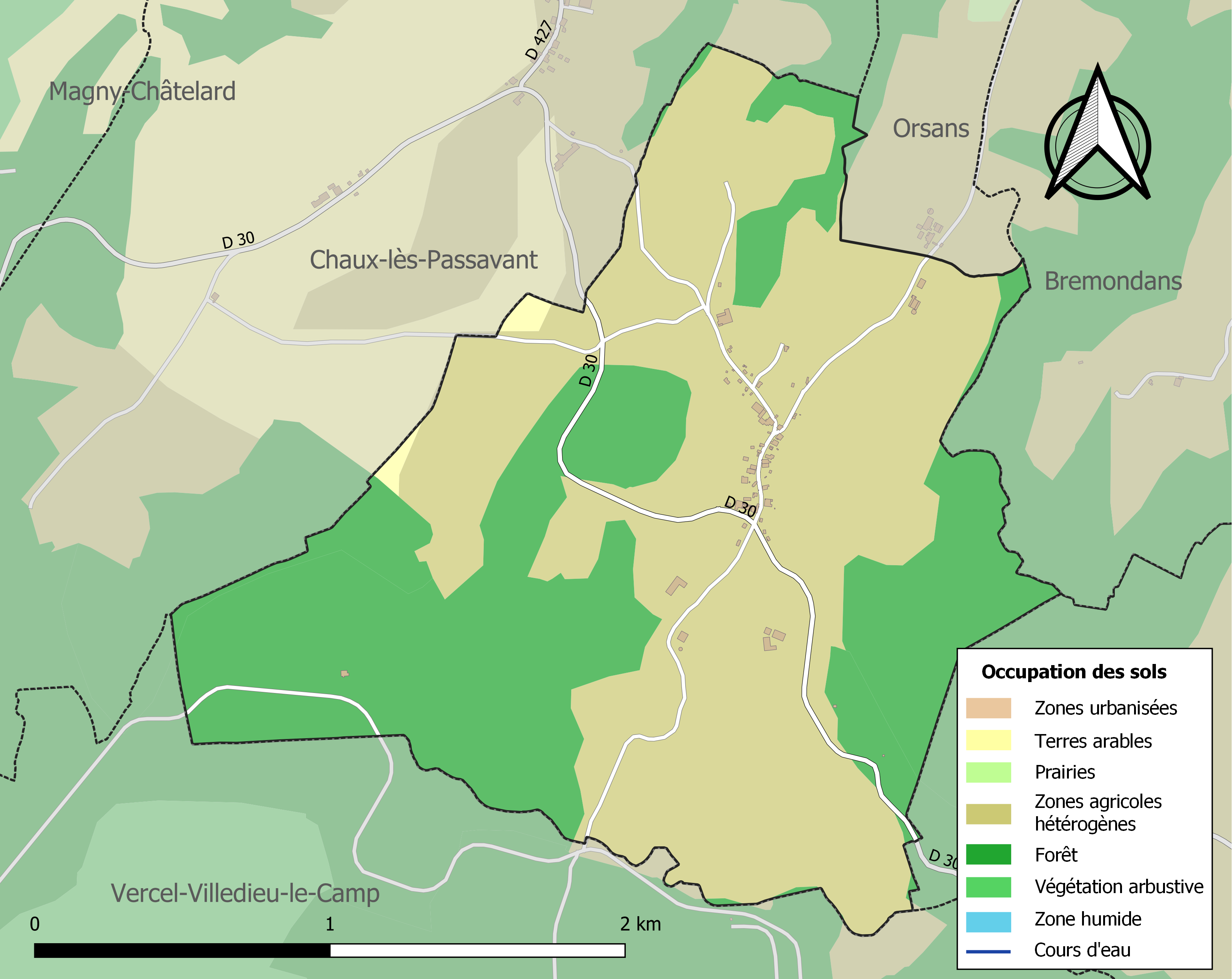
Carte des infrastructures et de l'occupation des sols de la commune en 2018 (CLC).

## Toponymie
Beimont en 1170 et 1290 ; Biamont en 1249 et 1290 ; Pulcher Mons en 1324 ; Belmont en 1370 ; Bémont en 1420 ; Belmont les Vercel en 1586.

## Politique et administration

### Liste des maires
| Période                                  | Période                    | Identité           | Étiquette | Qualité                                                                  |
| ---------------------------------------- | -------------------------- | ------------------ | --------- | ------------------------------------------------------------------------ |
| Les données manquantes sont à compléter. |                            |                    |           |                                                                          |
| mars 1983                                | juillet 2020               | Daniel Cassard     | DVD       | Garagiste retraité Président de l’association des maires ruraux du Doubs |
| juillet 2020                             | En cours (au 10 août 2020) | Élisabeth Brossard |           |                                                                          |

### Jumelages
Marchéville-en-Woëvre (France) depuis 2016, en référence à l'écrivain Louis Pergaud.

## Démographie
L'évolution du nombre d'habitants est connue à travers les recensements de la population effectués dans la commune depuis 1793. Pour les communes de moins de 10 000 habitants, une enquête de recensement portant sur toute la population est réalisée tous les cinq ans, les populations de référence des années intermédiaires étant quant à elles estimées par interpolation ou extrapolation. Pour la commune, le premier recensement exhaustif entrant dans le cadre du nouveau dispositif a été réalisé en 2007.

En 2022, la commune comptait 75 habitants, en évolution de +13,64 % par rapport à 2016 (Doubs : +1,88 %, France hors Mayotte : +2,11 %).
| 1793 | 1800 | 1806 | 1821 | 1831 | 1836 | 1841 | 1846 | 1851 |
| ---- | ---- | ---- | ---- | ---- | ---- | ---- | ---- | ---- |
| 139  | 132  | 138  | 151  | 137  | 146  | 148  | 134  | 129  |

| 1856 | 1861 | 1866 | 1872 | 1876 | 1881 | 1886 | 1891 | 1896 |
| ---- | ---- | ---- | ---- | ---- | ---- | ---- | ---- | ---- |
| 130  | 122  | 130  | 120  | 114  | 138  | 127  | 120  | 111  |

| 1901 | 1906 | 1911 | 1921 | 1926 | 1931 | 1936 | 1946 | 1954 |
| ---- | ---- | ---- | ---- | ---- | ---- | ---- | ---- | ---- |
| 113  | 117  | 104  | 99   | 96   | 93   | 98   | 83   | 59   |

| 1962 | 1968 | 1975 | 1982 | 1990 | 1999 | 2006 | 2007 | 2012 |
| ---- | ---- | ---- | ---- | ---- | ---- | ---- | ---- | ---- |
| 58   | 52   | 43   | 49   | 47   | 60   | 58   | 58   | 64   |

| 2017 | 2022 | - | - | - | - | - | - | - |
| ---- | ---- | - | - | - | - | - | - | - |
| 67   | 75   | - | - | - | - | - | - | - |

## Culture locale et patrimoine

### Lieux et monuments
- Musée Louis-Pergaud[23].
- L'église Saint-Grat.

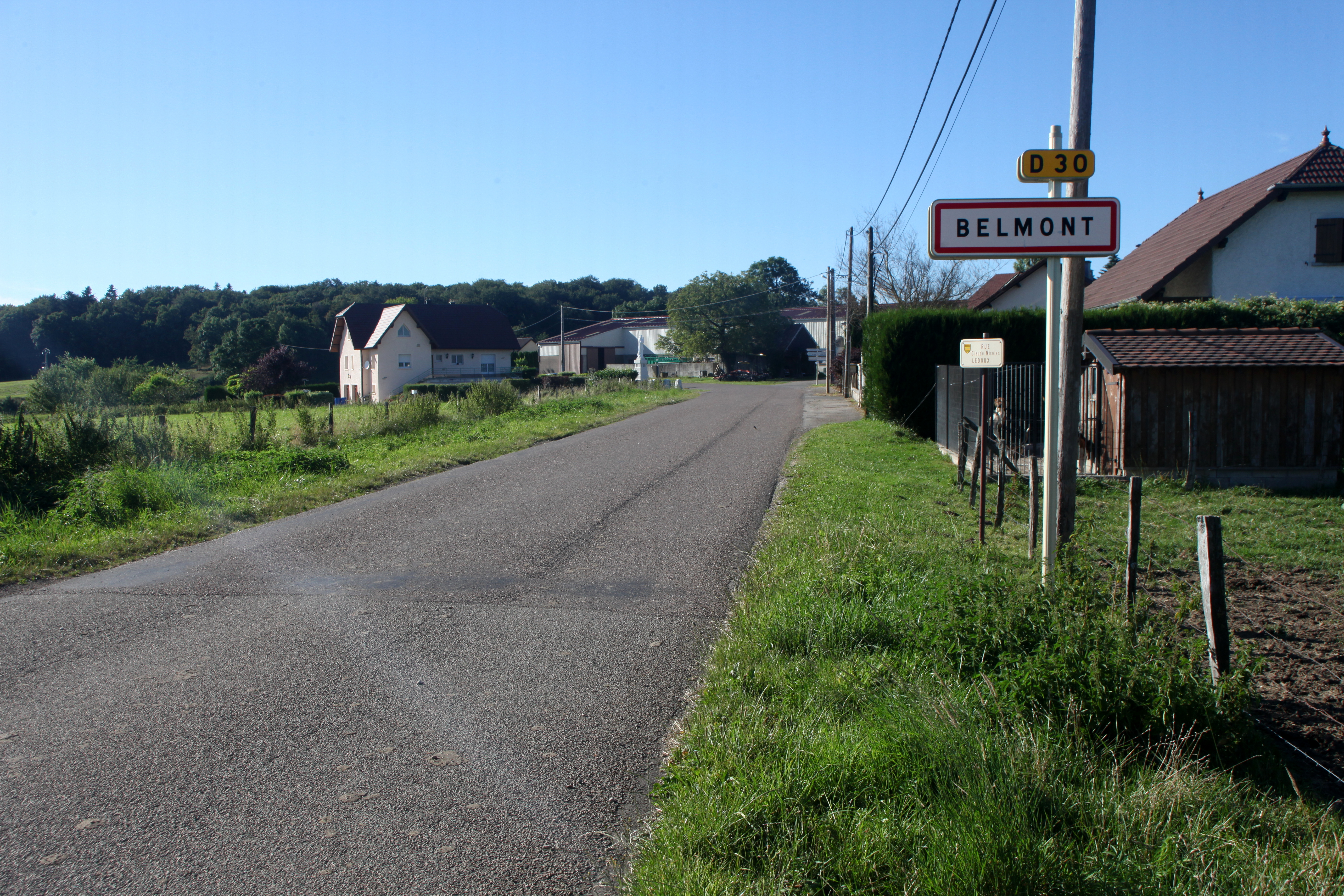
Entrée du village.
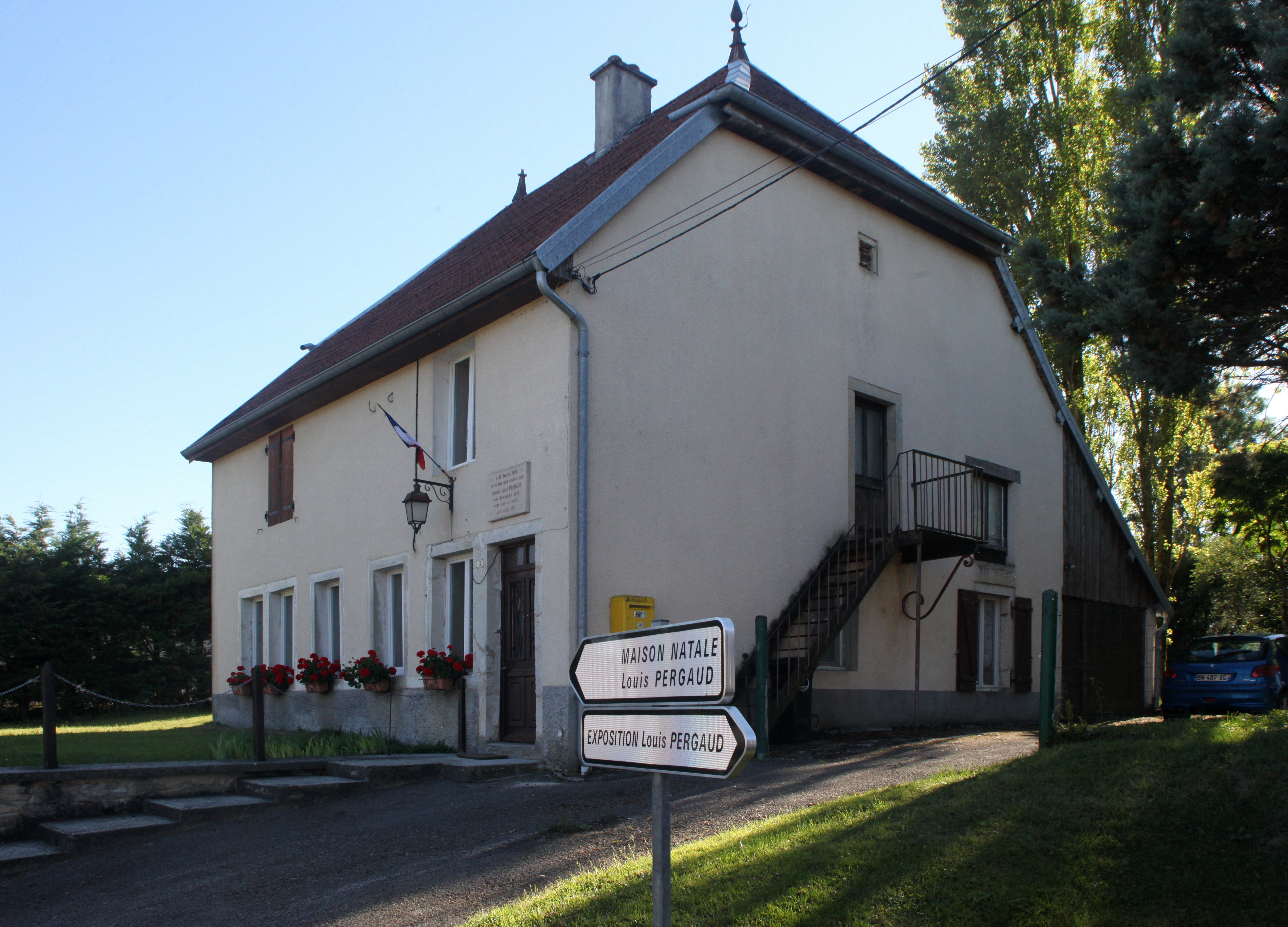
Maison natale de Louis Pergaud.
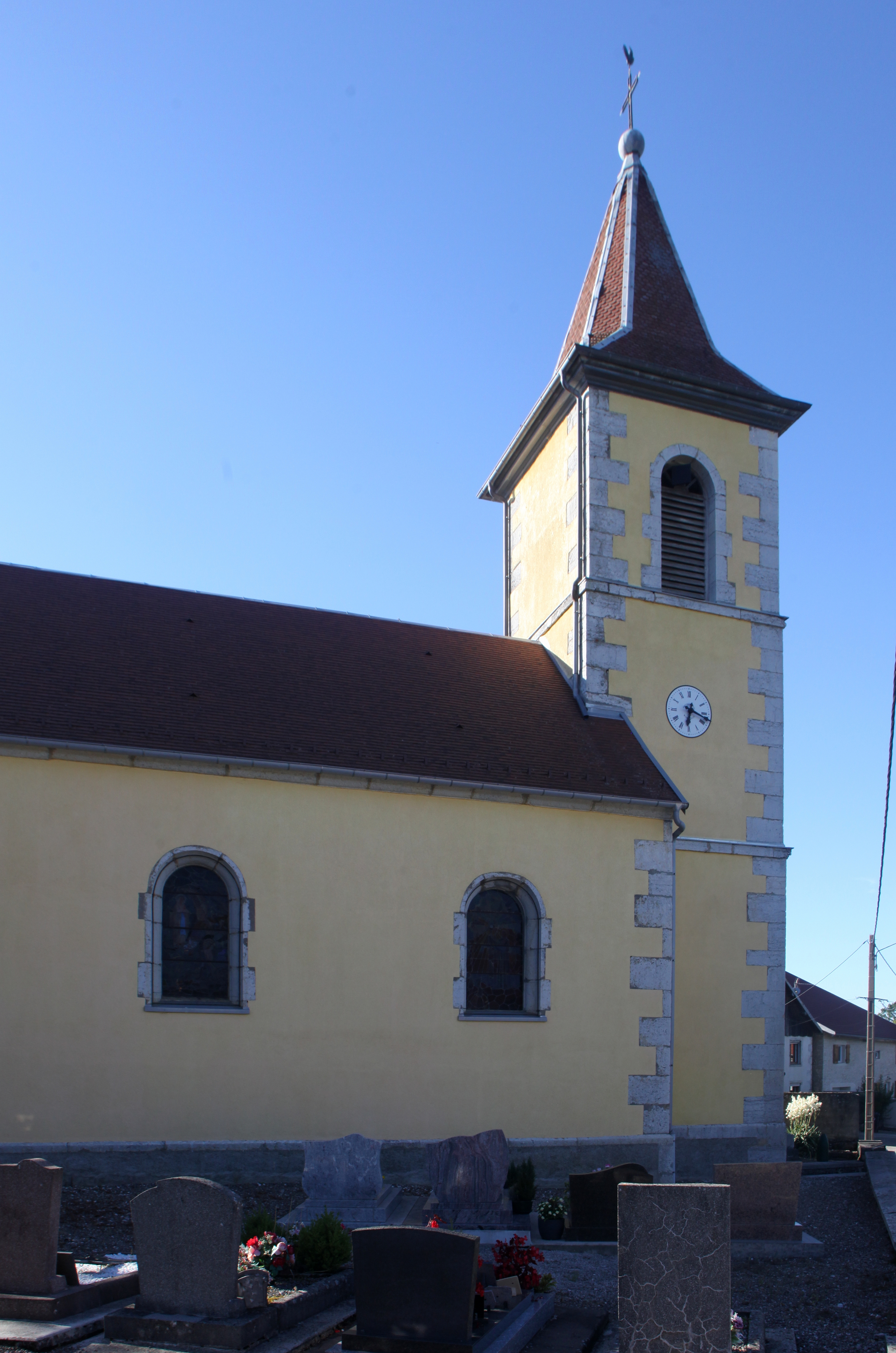
Église.
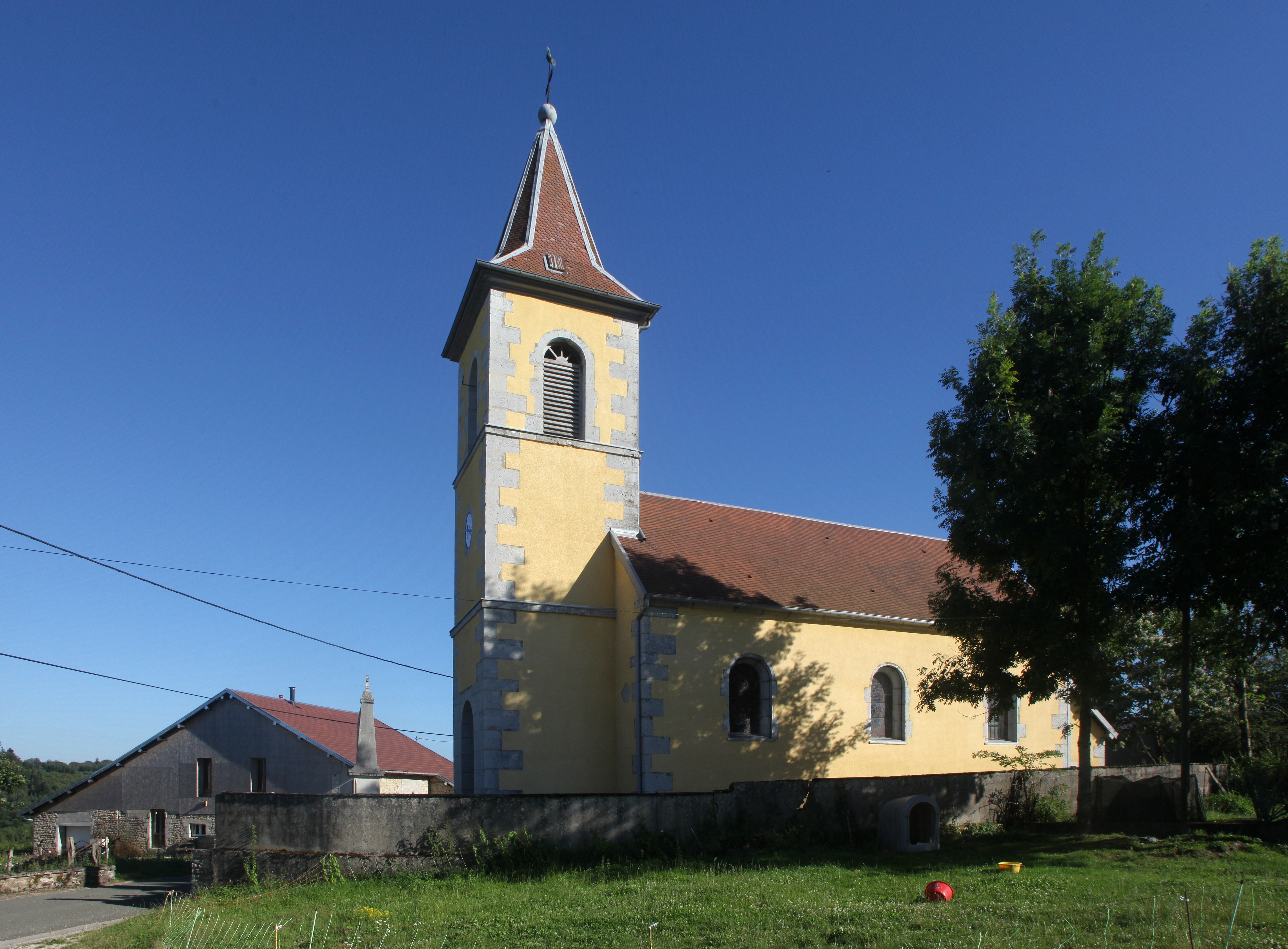
Église.
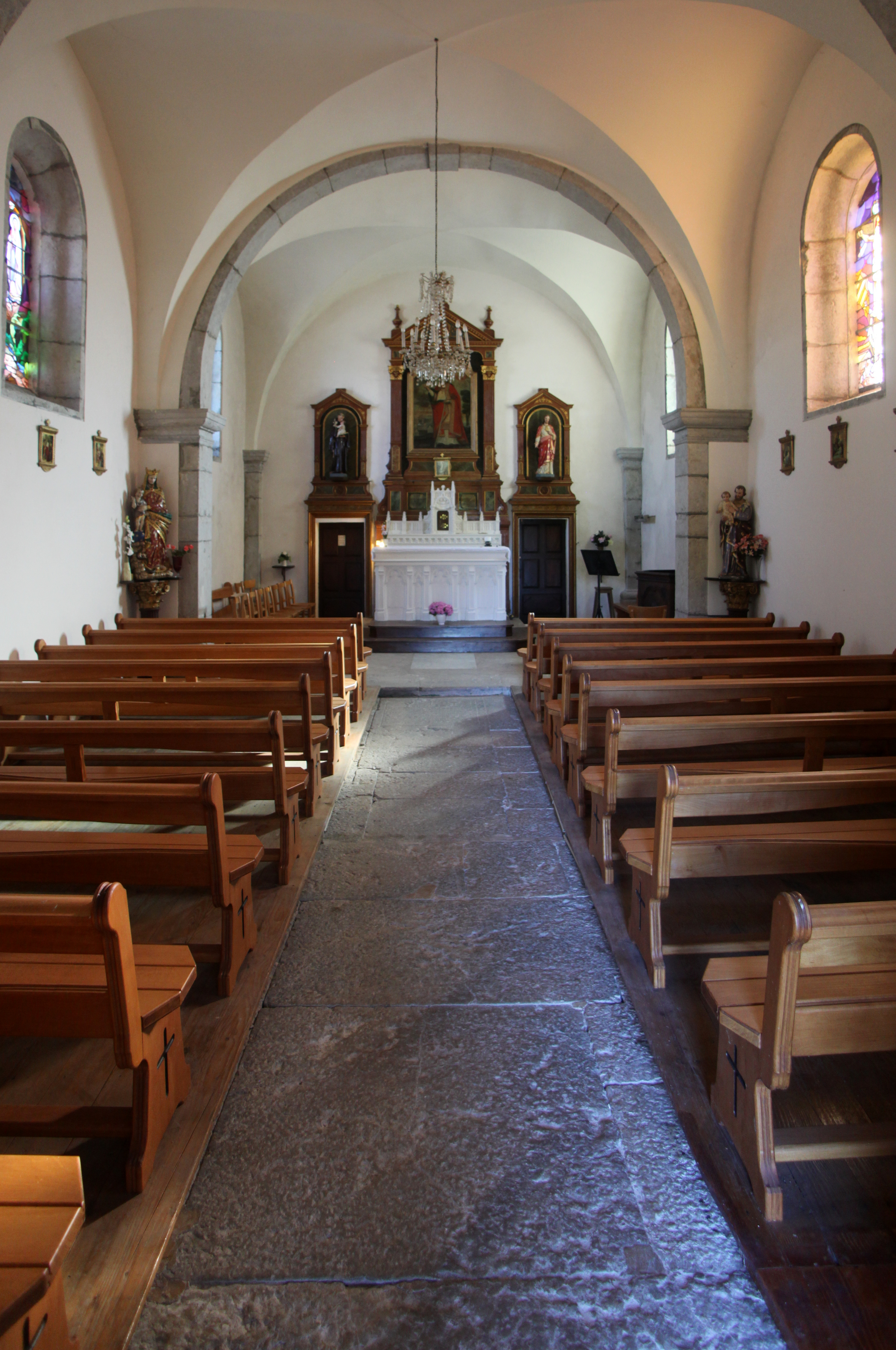
Église.

### Personnalités liées à la commune
- Louis Pergaud (Belmont 1882 - Marchéville-en-Woëvre, Meuse 1915) : instituteur et romancier ; mort pour la France ; auteur notamment de De Goupil à Margot, (prix Goncourt 1910), et de La Guerre des boutons (1913).

### Héraldique
| Blason de Belmont | Blason  | D'or à trois jumelles de sable.                  |
| Blason de Belmont | Détails | Le statut officiel du blason reste à déterminer. |